# Charlotte May Pierstorff
Compléments
Connue pour avoir été transportée à l'âge de 5 ans comme colis postal aux États-Unis en 1914.
Charlotte May Pierstorff, née le 12 mai 1908 à Westlake (Idaho) et morte le 25 avril 1987 à Santa Cruz (Californie), est une Américaine devenue célèbre pour avoir été transportée à l'âge de cinq ans comme colis postal par le service des postes en 1914. Son histoire a été révélée au public américain à la fin du XXe siècle et a fait l'objet en 1997 d'une adaptation en livre pour enfants devenu un best-seller aux États-Unis.

## Biographie
Charlotte May est la fille de John Elmer Pierstorff (1875-1953), fruiticulteur, et de Sarah Charlotte, née Vennigerholz (1887-1944). Elle nait à Westlake, une petite bourgade alors prospère de la Camas Prairie (en), maintenant ville fantôme du comté d'Idaho, à quelques miles de Grangeville, où les Pierstorff habitent en 1914. Elle est la deuxième d'une famille de six enfants nés de 1906 à 1923.

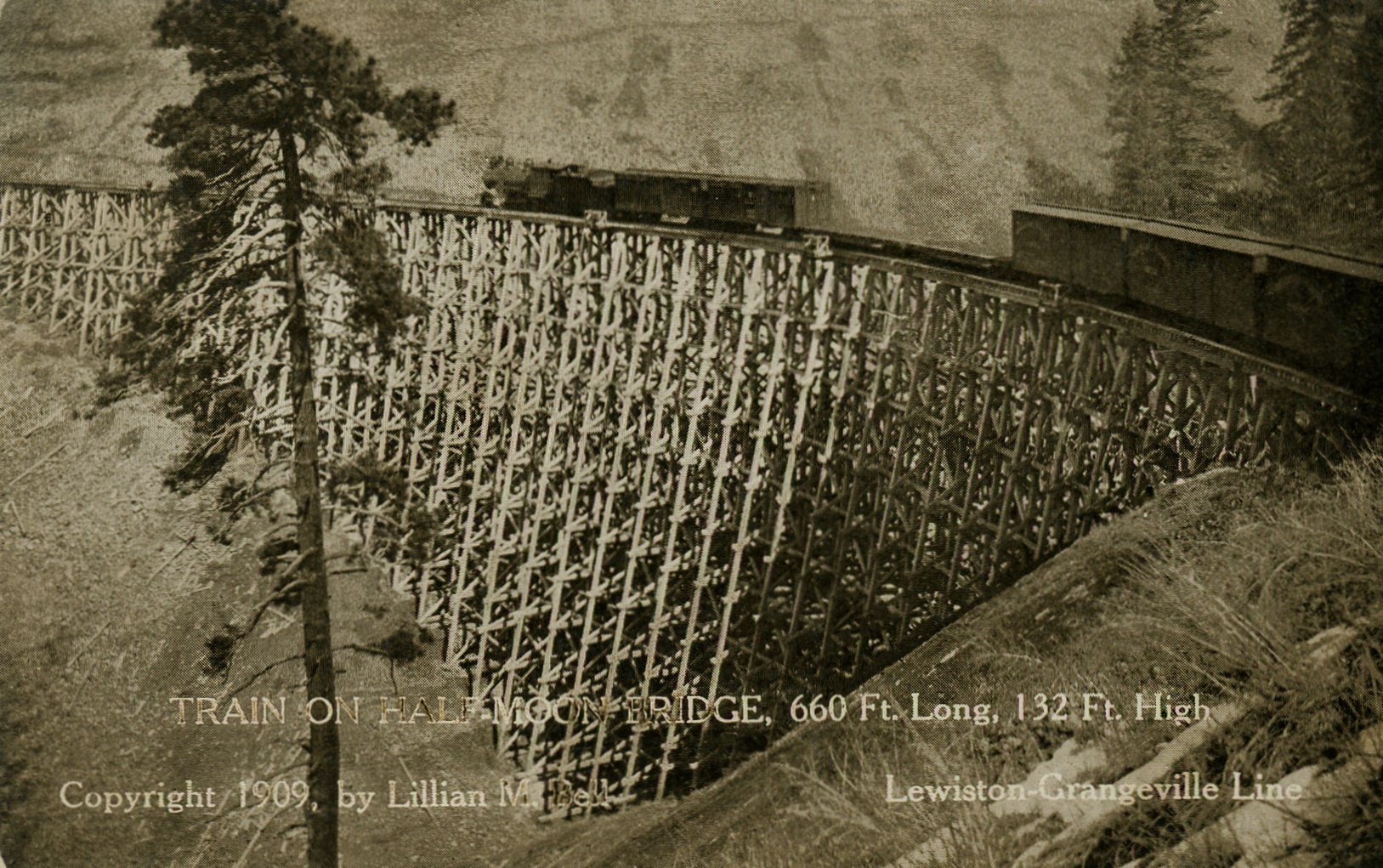
Un pont à tréteaux de la Camas Prairie Railroad entre Grangeville et Lewiston en 1909

Le 19 février 1914, Charlotte May, alors âgée de 5 ans, est envoyée chez sa grand-mère Mary Ann Vennigerholz, née Mochel, qui vit à Lewiston, à 100 km de Grangeville. Comme cela n'est pas explicitement interdit par le règlement des postes, elle voyage par l'intermédiaire du service des colis postaux, avec des timbres attachés à son manteau et collés sur sa petite valise. Le montant de l'affranchissement pour les deux « articles » est de 53 cents. Son poids de 22 kg, inférieur à la limite de 50 livres, l'autorisait en effet à emprunter ce mode de transport plutôt que la classe voyageurs, trois fois plus chère à 1,55 dollar. Pour ce voyage de plusieurs heures, elle est accompagnée dans le fourgon postal par l'employé Leonard Mochel, qui n'est autre que le cousin de sa mère. D'abord surpris par la présence de la fillette, le contrôleur du train accepte la situation. Le convoi emprunte la ligne Camas Prairie Railroad (en), célèbre pour ses soixante-et-un vertigineux viaducs sur chevalets de bois, qui s'effondrent parfois en hiver sous le poids des trains, de la neige et de la glace. Mais le voyage se passe bien, et le cousin vient livrer le précieux colis au domicile de la grand-mère. Personne n'a jamais pu savoir si le même moyen avait été utilisé pour le retour de la fillette à son domicile trois semaines plus tard.
En dehors de cet épisode de février 1914 qui lui a valu sa grande célébrité posthume, Charlotte May Pierstorff a eu une vie tout à fait banale. Elle fréquente l'école élémentaire Orchards de Lewiston, où sa famille a déménagé en 1916. Le 9 janvier 1925, elle épouse Kay William Sipes (1901-1970), dont elle a eu deux enfants, puis, en secondes noces le 24 avril 1973, Mark C. Chaffins, dont elle se séparera. Elle vit à Harpster (Idaho) à proximité de la rivière Clearwater, où elle s'adonne à la pêche, puis à Lewiston, où elle exerce le métier de couturière, et enfin, les quatre dernières années de sa vie, à Santa Cruz (Californie). Elle meurt d'un cancer au Dominican Hospital de cette ville et est enterrée au Lewis-Clark Memorial Gardens de Lewiston, à proximité de son premier mari.

## Médiatisation et postérité
Bien qu'un peu connue depuis un article de presse publié dans les années 1970 et une notice dans un ouvrage de vulgarisation pour la jeunesse, l'histoire qui a rendu Charlotte May Pierstorff célèbre dans tous les États-Unis a longtemps été considérée comme faisant partie du « folklore de l'Ouest » et jamais prise au sérieux avant les recherches de l'écrivain et professeur de littérature pour enfants Michael O. Tunnell (en), qui en a tiré un livre en 1997 ; une fois authentifiée avec documents historiques à l'appui, elle a été reprise par de nombreux médias dans les années 2010 et 2020,,,,,,.
L'aventure postale et ferroviaire de la petite Charlotte May a été adaptée en livre destiné aux enfants de 4 à 8 ans, Mailing May, de Michael O. Tunnell (1997), avec de jolies illustrations en couleur dans le style du début du XXe siècle. Ce livre, particulièrement bien reçu par les critiques et les familles, récompensé par des prix, édité plusieurs fois et toujours disponible, est placé en 2024 en 66e position des meilleures ventes de livres pour enfants sur Amazon US. Il a également été édité en reliure renforcée pour les bibliothèques et les établissements scolaires. Il est étudié dans les écoles élémentaires américaines, avec des supports pédagogiques fournis aux enseignants,,,.
L'histoire de la petite Charlotte May a aussi été contée à la radio, et des mères organisent des animations pour des groupes d'enfants. Des posters de la photo en noir et blanc de la fillette sont par ailleurs mis en vente.
En 2019, l'Idaho State Museum et l'Idaho State Historical Society (en) de Boise ont consacré une séance à la lecture commentée de Mailing May, et l'Historical Museum at St. Gertrude de Cottonwood a dédié une petite exposition à Charlotte May Pierstorff en 2022. Des posts sur les réseaux sociaux ont contribué à accroitre sa notoriété.
En France, les aventures de Charlotte May et d'une autre petite fille, Edna Neff, qui a voyagé en wagon postal sur une distance de 1 160 km, ont servi de support à Bertrand Galic pour le scénario de la bande dessinée en album La Petite fille et le Postman.